# Bernard Osmont
Pour les articles homonymes, voir Osmont.
Bernard Osmont (né le 15 avril 1951 à Saint-Ouen-sur-Iton,) est un coureur cycliste français, principalement actif dans les années 1970.

## Biographie
Figure du VC Saint-Hilaire-du-Harcouët, Bernard Osmont devient vice-champion de France amateurs en 1975. Il passe professionnel en 1976 au sein de l'équipe Lejeune-BP. Son meilleur résultat est une deuxième place sur la première étape des Quatre Jours de Dunkerque en 1978. 
Son petit frère Jacques a également été cycliste professionnel.

## Palmarès
- 1970
  - Champion de Normandie amateurs juniors[n 1]
- 1974
  - 3e du Grand Prix Michel-Lair
- 1975
  - Grand Prix Michel-Lair
  - 2e du championnat de France sur route amateurs